# Le Troncq
Le Troncq är en kommun i departementet Eure i regionen Normandie i norra Frankrike. Kommunen ligger i kantonen Le Neubourg som tillhör arrondissementet Évreux. År 2022 hade Le Troncq 170 invånare.

## Befolkningsutveckling
Antalet invånare i kommunen Le Troncq
Referens:INSEE